# Senneçay
Senneçay é uma comuna francesa na região administrativa do Centro, no departamento Cher. Estende-se por uma área de 14,46 km². Em 2010 a comuna tinha 477 habitantes (densidade: 33 hab./km²).